# Wereldkampioenschap superbike van Magny-Cours 2013
Het wereldkampioenschap superbike van Magny-Cours 2013 was de dertiende ronde van het wereldkampioenschap superbike en de twaalfde ronde van het wereldkampioenschap Supersport 2013. De races werden verreden op 6 oktober 2013 op het Circuit Magny-Cours nabij Magny-Cours, Frankrijk.
Sam Lowes werd gekroond tot kampioen in de Supersport-klasse met een tweede plaats in de race, wat genoeg was om zijn laatste concurrent Kenan Sofuoğlu voor te kunnen blijven.

## Superbike

### Race 1
De race werd na 18 ronden afgebroken vanwege een ongeluk van Mark Aitchison en werd niet herstart.
| Pos | Nr | Rijder            | Constructeur | Rondes | Tijd           | Grid | Punten |
| --- | -- | ----------------- | ------------ | ------ | -------------- | ---- | ------ |
| 1   | 66 | Tom Sykes         | Kawasaki     | 18     | 29:38.830      | 1    | 25     |
| 2   | 50 | Sylvain Guintoli  | Aprilia      | 18     | +2.146         | 2    | 20     |
| 3   | 58 | Eugene Laverty    | Aprilia      | 18     | +10.643        | 4    | 16     |
| 4   | 34 | Davide Giugliano  | Aprilia      | 18     | +15.687        | 3    | 13     |
| 5   | 33 | Marco Melandri    | BMW          | 18     | +23.573        | 7    | 11     |
| 6   | 51 | Michele Pirro     | Ducati       | 18     | +33.848        | 10   | 10     |
| 7   | 84 | Michel Fabrizio   | Honda        | 18     | +37.599        | 5    | 9      |
| 8   | 91 | Leon Haslam       | Honda        | 18     | +37.903        | 15   | 8      |
| 9   | 86 | Ayrton Badovini   | Ducati       | 18     | +38.181        | 6    | 7      |
| 10  | 57 | Lorenzo Lanzi     | Ducati       | 18     | +51.604        | 14   | 6      |
| 11  | 44 | David Salom       | Kawasaki     | 18     | +54.742        | 13   | 5      |
| 12  | 23 | Federico Sandi    | Kawasaki     | 18     | +1:03.442      | 17   | 4      |
| 13  | 52 | Vincent Philippe  | Suzuki       | 18     | +1:07.176      | 9    | 3      |
| 14  | 32 | Fabrizio Lai      | Ducati       | 18     | +1:24.850      | 18   | 2      |
| 15  | 31 | Vittorio Iannuzzo | BMW          | 16     | +2 ronden      | 19   | 1      |
| DNF | 8  | Mark Aitchison    | Kawasaki     | 18     | Ongeluk        | 16   |        |
| DNF | 24 | Toni Elías        | Aprilia      | 15     | Schade ongeluk | 11   |        |
| DNF | 16 | Jules Cluzel      | Suzuki       | 2      | Ongeluk        | 12   |        |
| DNF | 19 | Chaz Davies       | BMW          | 2      | Schade ongeluk | 8    |        |

### Race 2
De race werd na 21 ronden afgebroken vanwege een ongeluk van Sylvain Guintoli en werd niet herstart.
| Pos | Nr | Rijder            | Constructeur | Rondes | Tijd        | Grid | Punten |
| --- | -- | ----------------- | ------------ | ------ | ----------- | ---- | ------ |
| 1   | 66 | Tom Sykes         | Kawasaki     | 21     | 34:36.149   | 1    | 25     |
| 2   | 58 | Eugene Laverty    | Aprilia      | 21     | +11.091     | 4    | 20     |
| 3   | 50 | Sylvain Guintoli  | Aprilia      | 21     | +11.337     | 2    | 16     |
| 4   | 34 | Davide Giugliano  | Aprilia      | 21     | +23.008     | 3    | 13     |
| 5   | 19 | Chaz Davies       | BMW          | 21     | +25.724     | 8    | 11     |
| 6   | 52 | Vincent Philippe  | Suzuki       | 21     | +34.762     | 9    | 10     |
| 7   | 33 | Marco Melandri    | BMW          | 21     | +36.219     | 7    | 9      |
| 8   | 24 | Toni Elías        | Aprilia      | 21     | +40.957     | 11   | 8      |
| 9   | 57 | Lorenzo Lanzi     | Ducati       | 21     | +43.713     | 14   | 7      |
| 10  | 86 | Ayrton Badovini   | Ducati       | 21     | +53.188     | 6    | 6      |
| 11  | 44 | David Salom       | Kawasaki     | 21     | +56.251     | 13   | 5      |
| 12  | 8  | Mark Aitchison    | Kawasaki     | 21     | +1:04.048   | 16   | 4      |
| 13  | 23 | Federico Sandi    | Kawasaki     | 21     | +1:04.243   | 17   | 3      |
| 14  | 16 | Jules Cluzel      | Suzuki       | 21     | +1:10.346   | 12   | 2      |
| 15  | 32 | Fabrizio Lai      | Ducati       | 21     | +1:29.441   | 18   | 1      |
| DNF | 84 | Michel Fabrizio   | Honda        | 13     | Uitgevallen | 5    |        |
| DNF | 31 | Vittorio Iannuzzo | BMW          | 12     | Ongeluk     | 19   |        |
| DNF | 91 | Leon Haslam       | Honda        | 7      | Uitgevallen | 15   |        |
| DNF | 51 | Michele Pirro     | Ducati       | 2      | Ongeluk     | 10   |        |

## Supersport
De race werd na 21 ronden afgebroken vanwege een ongeluk van Christian Iddon en werd niet herstart.
| Pos | Nr  | Rijder               | Constructeur | Rondes | Tijd         | Grid | Punten |
| --- | --- | -------------------- | ------------ | ------ | ------------ | ---- | ------ |
| 1   | 54  | Kenan Sofuoğlu       | Kawasaki     | 20     | 34:07.601    | 1    | 25     |
| 2   | 11  | Sam Lowes            | Yamaha       | 20     | +0.299       | 2    | 20     |
| 3   | 21  | Christian Iddon      | MV Agusta    | 20     | +0.622       | 3    | 16     |
| 4   | 99  | Fabien Foret         | Kawasaki     | 20     | +13.168      | 18   | 13     |
| 5   | 32  | Sheridan Morais      | Kawasaki     | 20     | +13.483      | 5    | 11     |
| 6   | 60  | Michael van der Mark | Honda        | 20     | +13.900      | 8    | 10     |
| 7   | 26  | Lorenzo Zanetti      | Honda        | 20     | +14.363      | 7    | 9      |
| 8   | 91  | Roberto Tamburini    | Honda        | 20     | +14.748      | 4    | 8      |
| 9   | 65  | Vladimir Leonov      | Yamaha       | 20     | +24.989      | 11   | 7      |
| 10  | 25  | Alex Baldolini       | Suzuki       | 20     | +27.754      | 12   | 6      |
| 11  | 4   | Jack Kennedy         | Honda        | 20     | +32.396      | 20   | 5      |
| 12  | 5   | Raffaele De Rosa     | Honda        | 20     | +32.977      | 14   | 4      |
| 13  | 55  | Massimo Roccoli      | Yamaha       | 20     | +37.785      | 15   | 3      |
| 14  | 88  | Kev Coghlan          | Kawasaki     | 20     | +38.295      | 10   | 2      |
| 15  | 9   | Luca Scassa          | Kawasaki     | 20     | +39.159      | 19   | 1      |
| 16  | 17  | Ronan Quarmby        | Honda        | 20     | +42.088      | 16   |        |
| 17  | 66  | Danny Webb           | Honda        | 20     | +54.804      | 6    |        |
| 18  | 87  | Luca Marconi         | Honda        | 20     | +59.704      | 26   |        |
| 19  | 59  | Alex Schacht         | Honda        | 20     | +1:00.305    | 23   |        |
| 20  | 34  | Balázs Németh        | Honda        | 20     | +1:00.698    | 25   |        |
| 21  | 10  | Imre Tóth            | Honda        | 20     | +1:09.113    | 24   |        |
| 22  | 15  | Corey Alexander      | Honda        | 20     | +1:23.616    | 27   |        |
| 23  | 161 | Alexej Ivanov        | Kawasaki     | 19     | +1 ronde     | 30   |        |
| 24  | 24  | Eduard Blokhin       | Honda        | 19     | +1 ronde     | 31   |        |
| DNF | 7   | Nacho Calero         | Honda        | 20     | Uitgevallen  | 28   |        |
| DNF | 49  | Matthieu Lagrive     | Kawasaki     | 19     | Ongeluk      | 21   |        |
| DNF | 38  | Lee Johnston         | Honda        | 19     | Ongeluk      | 22   |        |
| DNF | 44  | Roberto Rolfo        | MV Agusta    | 12     | Ongeluk      | 13   |        |
| DNF | 84  | Riccardo Russo       | Kawasaki     | 9      | Uitgevallen  | 9    |        |
| DNF | 40  | Brodie Waters        | Honda        | 8      | Uitgevallen  | 29   |        |
| DNF | 20  | Mathew Scholtz       | Suzuki       | 1      | Ongeluk      | 17   |        |
| DNS | 61  | Fabio Menghi         | Yamaha       | 0      | Niet gestart |      |        |

## Tussenstanden na wedstrijd

### Superbike
| Pos | Nr | Rijder           | Team     | Punten |
| --- | -- | ---------------- | -------- | ------ |
| 1   | 66 | Tom Sykes        | Kawasaki | 411    |
| 2   | 58 | Eugene Laverty   | Aprilia  | 374    |
| 3   | 50 | Sylvain Guintoli | Aprilia  | 373    |
| 4   | 33 | Marco Melandri   | BMW      | 339    |
| 5   | 19 | Chaz Davies      | BMW      | 270    |

### Supersport
| Pos | Nr | Rijder               | Team     | Punten |
| --- | -- | -------------------- | -------- | ------ |
| 1   | 11 | Sam Lowes            | Yamaha   | 225    |
| 2   | 54 | Kenan Sofuoğlu       | Kawasaki | 181    |
| 3   | 99 | Fabien Foret         | Kawasaki | 134    |
| 4   | 60 | Michael van der Mark | Honda    | 117    |
| 5   | 26 | Lorenzo Zanetti      | Honda    | 108    |

1991 · 2003 · 2004 · 2005 · 2006 · 2007 · 2008 · 2009 · 2010 · 2011 · 2012 · 2013 · 2014 · 2015 · 2016 · 2017 · 2018 · 2019 · 2020 · 2021 · 2022 · 2023 · 2024 · 2025